# Rhogeessa io
Rhogeessa io är en fladdermus i familjen läderlappar som förekommer i Central- och Sydamerika. En population från västra Ecuador utgör kanske en självständig art.
Arten liknar främst Rhogeessa hussoni men den har en kortare skalle och en längre tanduppsättning (gäller kindtänderna). Ovansidan är täckt av gulbrun päls och undersidans päls har en gulaktig färg. Djuret har 25 till 33 mm långa underarmar och en vikt av cirka 5 g. Den broskiga fliken i örat (tragus) är inte spetsig.
Denna fladdermus förekommer från södra Honduras till Ecuador, norra Bolivia och centrala Brasilien. Den föredrar antagligen lövfällande skogar men den hittas även i andra skogar, i buskskogar, i öppna landskap och nära människans samhällen. Arten lever i låglandet och i bergstrakter upp till 1500 meter över havet.
Rhogeessa io är främst aktiv kort efter solnedgången och kort före gryningen. Den jagar flygande insekter med hjälp av ekolokalisering. Frekvenserna som används ligger mellan 50 och 60 kHz. Individerna flyger vanligen tätt över vattenansamlingar eller över andra öppna stråk som väger.
För artens bestånd är inga hot kända. Den listas av IUCN som livskraftig (LC).